# Josip Celestina
Josip Celestina, slovenski profesor matematike, * 21. februar 1845, Zagorje ob Savi, † 16. oktober 1912, Ljubljana. 

## Življenje in delo
Po končani gimnaziji v Ljubljani (1867) je na  graški univerzi študiral matematiko in fiziko. Že kot študent je  poučeval na trgovski akademiji v Gradcu; po državnem izpitu 1875 je bil eno leto suplent na moškem učiteljišču v Gradcu, v jeseni 1876 pa je bil imenovan za glavnega učitelja na učiteljišču v Ljubljani, kjer je deloval do upokojitve novembra 1894.
Celestina je bil eden prvih slovenskih matematikov, ki je matematiko poučeval v slovenščini ter istočasno ustvarjal slovensko matematično terminologijo. V slovenščino je prevedel Močnikovo aritmetiko za nižje gimnazije (I. del 1882, II. del 1884) in istega avtorja geometrijo za nižje gimn. (I. del 1883, II. del 1884), aritmetiko za učiteljišča (1885) in sodeloval pri prevodu Močnikove posebne in splošne aritmetike za učiteljišča.